# Gransherad Station
Gransherad Station (Gransherad stasjon) er en tidligere jernbanestation på Tinnosbanen, der ligger i bygden Gransherad i Notodden kommune i Norge. Stationen blev åbnet sammen med banen 9. august 1909 under navnet Gransherred, men stavemåden blev ændret til Gransherad 1. januar 1922. Stationen blev nedgraderet til holdeplads 10. juni 1968 og til trinbræt 1. august samme år. Persontrafikken på banen blev indstillet 1. januar 1991 og godstrafikken 5. juli samme år. Banen eksisterer dog stadig, og Gransherad sidespor fremgår stadig af Jernbaneverkets stationsoversigt.
Stationsbygningen blev opført i træ efter tegninger af Thorvald Astrup. Den skulle egentlig have været revet ned, men entreprenøren syntes så godt om bygningen, at han flyttede den til sit hjemsted i Hørte i 1986.